# Liste des ponts du canton de Genève
Cette page présente la liste des ponts du canton de Genève par fleuve ou rivière traversée, dans l'ordre du courant.

## Ponts sur leRhône
En plus des ponts listés ici, le fleuve peut être franchi par la route parcourant le barrage de Verbois, situé entre les ponts de Peney et de La Plaine, structure en béton inaugurée en 1943.
| Rang | Identification                                                        | Longueur (m) | Matériau | Construction actuelle | Vue | Rang | Identification                | Longueur (m) | Matériau                  | Construction actuelle | Vue |
| ---- | --------------------------------------------------------------------- | ------------ | -------- | --------------------- | --- | ---- | ----------------------------- | ------------ | ------------------------- | --------------------- | --- |
| 1    | Pont du Mont-Blanc                                                    | 252          | béton    | 1965                  |     | 2    | Pont des Bergues (piéton)     | 220          |                           | 1881                  |     |
| 3    | Pont de la Machine (piéton)                                           |              |          | 1843                  |     | 4    | Ponts de l'Île                |              | béton                     | 2011                  |     |
| 5    | Passerelle de l'Île (piéton)                                          |              |          | 1876                  |     | 6    | Pont de la Coulouvrenière     | 150          | béton et pierre de taille | 1896                  |     |
| 7    | Pont reliant la Promenade des Lavandières au quai des Forces Motrices |              |          |                       |     | 8    | Passerelle du Seujet (piéton) | 40           | acier                     | 1995                  |     |
| 9    | Pont Sous-Terre                                                       | 90,50        | béton    | 1968                  |     | 10   | Viaduc de la Jonction         | 218          |                           | 1945                  |     |
| 11   | Pont Butin                                                            | 268,94       | béton    | 1927                  |     | 12   | Passerelle du Lignon (piéton) |              | béton                     |                       |     |
| 13   | Passerelle de Chèvres (piéton)                                        |              | béton    | 1950                  |     | 14   | Pont d'Aigues-Vertes          | 251          | béton                     | 1987                  |     |
| 15   | Pont de Peney                                                         | 175,15       | béton    | 1942                  |     | 16   | Pont de La Plaine             | 106          | béton                     | 1968                  |     |
| 17   | Pont de Chancy frontière Suisse - France                              | 124          | béton    | 1907                  |     |      |                               |              |                           |                       |     |

## Ponts sur l'Arve
| Rang | Identification                                 | Longueur (m) | Matériau         | Construction actuelle | Vue | Rang | Identification               | Longueur (m) | Matériau   | Construction actuelle | Vue |
| ---- | ---------------------------------------------- | ------------ | ---------------- | --------------------- | --- | ---- | ---------------------------- | ------------ | ---------- | --------------------- | --- |
| 1    | Pont de Sierne                                 | 73           | béton armé       | 1983                  |     | 2    | Passerelle de Vessy (piéton) |              | acier      | 2007                  |     |
| 3    | Pont de Vessy                                  | 56           | béton armé       | 1936                  |     | 4    | Pont du Val d'Arve           | 112,4        | béton armé | 1960                  |     |
| 5    | Pont des Artisanes (ferroviaire, piéton, vélo) | 87           | acier et verre   | 2016                  |     | 6    | Pont de la Fontenette        |              | béton armé | 1971                  |     |
| 7    | Pont de Carouge                                | 69           | pierre de taille | 1811                  |     | 8    | Pont des Acacias             |              |            | 1957                  |     |
| 9    | Pont Hans-Wilsdorf                             | 85           |                  | 2012                  |     | 10   | Pont de Saint-Georges        |              | béton      | 1882                  |     |
| 11   | Passerelle du Bois de la Bâtie (piéton)        |              | fer              | 1873                  |     |      |                              |              |            |                       |     |

## Ponts sur d'autres cours d'eau
| Rang                            | Identification                                                                                  | Commune                     | Vue             | Rang | Identification                                                                             | Commune                     | Vue               |
| ------------------------------- | ----------------------------------------------------------------------------------------------- | --------------------------- | --------------- | ---- | ------------------------------------------------------------------------------------------ | --------------------------- | ----------------- |
| Aire                            |                                                                                                 |                             |                 |      |                                                                                            |                             |                   |
| 1                               | Pont sur la route de Thérens Proche de la frontière Suisse - France 46° 09′ 12″ N, 6° 04′ 35″ E | Perly-Certoux et Bernex     |                 | 2    | Passerelle piétonne des Bis 46° 09′ 32″ N, 6° 04′ 37″ E                                    | Perly-Certoux et Bernex     |                   |
| 3                               | Pont de Lully 46° 09′ 48″ N, 6° 04′ 33″ E                                                       | Bernex                      |                 | 4    | Pont de Mourlaz 46° 10′ 09″ N, 6° 05′ 14″ E                                                | Confignon                   |                   |
| 5                               | Pont du chemin de Praleta 46° 10′ 16″ N, 6° 05′ 30″ E                                           | Confignon                   |                 | 6    | Pont de l'autoroute A1 46° 10′ 16″ N, 6° 05′ 32″ E                                         | Confignon                   |                   |
| 7                               | Passerelle de la STEP (piéton) 46° 10′ 17″ N, 6° 05′ 33″ E                                      | Confignon                   |                 | 8    | Pont des Marais 46° 10′ 23″ N, 6° 05′ 47″ E                                                | Confignon                   |                   |
| 9                               | Passerelle du Centenaire                                                                        | Onex                        |                 | 10   | Pont du Centenaire 46° 10′ 36″ N, 6° 06′ 01″ E                                             | Onex                        |                   |
| 11                              | Pont des Briques 46° 10′ 55″ N, 6° 07′ 01″ E                                                    | Lancy                       |                 | 12   | Passerelle de la Colline (piéton) 46° 10′ 57″ N, 6° 07′ 00″ E                              | Lancy                       |                   |
| 13                              | Pont sur le chemin de Sous-Bois 46° 11′ 00″ N, 6° 07′ 05″ E                                     | Lancy                       |                 | 14   | Pont de Lancy 46° 11′ 05″ N, 6° 07′ 07″ E                                                  | Lancy                       |                   |
| 15                              | Passerelle de la Vi-de-Gueue (piéton) 46° 11′ 06″ N, 6° 07′ 11″ E                               | Lancy                       |                 | 16   | Pont sur le chemin du Gué 46° 11′ 07″ N, 6° 07′ 16″ E                                      | Lancy                       |                   |
| Allondon                        |                                                                                                 |                             |                 |      |                                                                                            |                             |                   |
| 1                               | Pont du Moulin Fabry 46° 13′ 44″ N, 6° 00′ 48″ E                                                | Satigny                     |                 | 2    | Pont des Granges 46° 13′ 01″ N, 5° 59′ 55″ E                                               | Dardagny et Satigny         |                   |
| 3                               | Pont des Baillets 46° 12′ 33″ N, 5° 59′ 37″ E                                                   | Dardagny et Russin          |                 | 4    | Pont de l'Allondon 46° 11′ 08″ N, 6° 00′ 33″ E                                             | Dardagny et Russin          |                   |
| 5                               | Viaduc de l'Allondon 46° 10′ 46″ N, 6° 00′ 33″ E                                                | Dardagny et Russin          |                 |      |                                                                                            |                             |                   |
| Drize                           |                                                                                                 |                             |                 |      |                                                                                            |                             |                   |
| 1                               | Pont sur le chemin des Bornants 46° 08′ 56″ N, 6° 08′ 41″ E                                     | Troinex                     |                 | 2    | Pont d'Évordes 46° 09′ 01″ N, 6° 08′ 53″ E                                                 | Troinex                     |                   |
| 3                               | Pont de Troinex 46° 09′ 37″ N, 6° 08′ 59″ E                                                     | Troinex                     |                 | 4    | Pont sur le chemin Jacques Ormond 46° 09′ 47″ N, 6° 08′ 58″ E                              | Troinex                     |                   |
| 5                               | Pont sur le chemin Lullin 46° 09′ 54″ N, 6° 08′ 45″ E                                           | Troinex                     |                 | 6    | Pont sur le chemin des moulins de Drize 46° 10′ 02″ N, 6° 08′ 35″ E                        | Troinex                     |                   |
| 7                               | Pont sur la route d'Annecy 46° 10′ 06″ N, 6° 08′ 26″ E                                          | Troinex et Veyrier          |                 | 8    | Passerelle du Bief à Dance 46° 10′ 18″ N, 6° 08′ 15″ E                                     | Carouge et Lancy            |                   |
| 9                               | Passerelle de Grange-Collomb 46° 10′ 26″ N, 6° 08′ 07″ E                                        | Carouge et Lancy            |                 | 10   | Pont de Grange-Collomb 46° 10′ 28″ N, 6° 08′ 06″ E                                         | Carouge et Lancy            |                   |
| Foron                           |                                                                                                 |                             |                 |      |                                                                                            |                             |                   |
| 1                               | Pont de Cornière frontière Suisse - France 46° 12′ 18″ N, 6° 14′ 22″ E                          | Puplinge                    | Image manquante | 2    | Pont de Mon-Idée frontière Suisse - France 46° 12′ 05″ N, 6° 13′ 28″ E                     | Puplinge et Thônex          | Image manquante   |
| 3                               | Pont d'Ambilly frontière Suisse - France 46° 11′ 56″ N, 6° 13′ 20″ E                            | Thônex                      | Image manquante | 4    | Pont SNCF 46° 11′ 38″ N, 6° 12′ 45″ E                                                      | Thônex                      | Image manquante   |
| 5                               | Pont de Moillesulaz frontière Suisse - France 46° 11′ 32″ N, 6° 12′ 24″ E                       | Thônex                      | Image manquante | 6    | Pont sur l'autoroute A411 frontière Suisse - France 46° 11′ 18″ N, 6° 12′ 07″ E            | Thônex                      | Image manquante   |
| 7                               | Pont de Frossard frontière Suisse - France 46° 11′ 01″ N, 6° 11′ 42″ E                          | Thônex                      | Image manquante |      |                                                                                            |                             |                   |
| Hermance                        |                                                                                                 |                             |                 |      |                                                                                            |                             |                   |
| 1                               | Pont Neuf sur la route de Thonon frontière Suisse - France 46° 16′ 22″ N, 6° 14′ 34″ E          | Anières et Veigy-Foncenex   | Pont Neuf       | 2    | Pont des Golettes frontière Suisse - France 46° 16′ 40″ N, 6° 14′ 16″ E                    | Anières et Veigy-Foncenex   | Pont des Golettes |
| 3                               | Pont de Crévy frontière Suisse - France 46° 17′ 00″ N, 6° 14′ 27″ E                             | Anières et Veigy-Foncenex   | Pont de Crevy   | 4    | Pont de Bouringe ou Le Vieux Pont frontière Suisse - France 46° 18′ 03″ N, 6° 14′ 51″ E    | Hermance et Chens-sur-Léman |                   |
| 5                               | Pont des Nants 46° 18′ 05″ N, 6° 14′ 55″ E                                                      | Hermance et Chens-sur-Léman |                 | 6    | Pont d'Hermance ou pont de la douane frontière Suisse - France 46° 18′ 09″ N, 6° 14′ 51″ E | Hermance et Chens-sur-Léman |                   |
| Laire                           |                                                                                                 |                             |                 |      |                                                                                            |                             |                   |
| 1                               | Pont sur la route de Rougemont frontière Suisse - France 46° 08′ 04″ N, 6° 02′ 08″ E            | Soral et Viry               | Image manquante | 2    | Pont de Veigy frontière Suisse - France                                                    | Avusy et Viry               |                   |
| 3                               | Pont sur la route de Valleiry 46° 08′ 30″ N, 5° 58′ 23″ E                                       | Chancy                      |                 | 4    | Pont sur la route de Bellegarde 46° 08′ 48″ N, 5° 58′ 03″ E                                | Chancy                      |                   |
| Nant d'Avril                    |                                                                                                 |                             |                 |      |                                                                                            |                             |                   |
| 1                               | Pont sur la route de Satigny 46° 13′ 15″ N, 6° 03′ 00″ E                                        | Nant d'Avril                |                 | 2    | Pont CFF 46° 13′ 10″ N, 6° 02′ 55″ E                                                       | Nant d'Avril                |                   |
| 3                               | Pont de Château des Bois                                                                        | Nant d'Avril                |                 | 4    | Passerelle de Château des Bois (piéton) 46° 12′ 51″ N, 6° 02′ 34″ E                        | Nant d'Avril                |                   |
| 5                               | Pont de Merdisel 46° 12′ 40″ N, 6° 02′ 23″ E                                                    | Nant d'Avril                |                 | 6    | Passerelle du Stand de tir (piéton) 46° 12′ 32″ N, 6° 02′ 22″ E                            | Nant d'Avril                |                   |
| 7                               | Nouveau pont du Ruisseau du Stand 46° 12′ 16″ N, 6° 02′ 24″ E                                   | Nant d'Avril                |                 | 8    | Passerelle du Bois de Merdisel (piéton) 46° 12′ 12″ N, 6° 02′ 30″ E                        | Nant d'Avril                |                   |
| 9                               | Pont du Nant d'Avril 46° 12′ 04″ N, 6° 02′ 36″ E                                                | Nant d'Avril                |                 |      |                                                                                            |                             |                   |
| Roulave, affluent de l'Allondon |                                                                                                 |                             |                 |      |                                                                                            |                             |                   |
| 1                               | Pont de Roulave frontière Suisse - France 46° 12′ 07″ N, 5° 58′ 19″ E                           | Dardagny                    |                 | 2    | Passerelle piétonne du Roulave 46° 12′ 08″ N, 5° 59′ 00″ E                                 | Dardagny                    |                   |
| 3                               | Pont d'Essertines 46° 12′ 12″ N, 5° 59′ 40″ E                                                   | Dardagny                    |                 |      |                                                                                            |                             |                   |
| Seymaz                          |                                                                                                 |                             |                 |      |                                                                                            |                             |                   |
| 1                               | Pont de la Motte                                                                                | Seymaz                      |                 | 2    | Pont de Chevrier                                                                           | Seymaz                      |                   |
| 3                               | Pont Bochet                                                                                     | Seymaz                      |                 | 4    | Pont Ladame                                                                                | Seymaz                      |                   |
| 5                               | Petit-pont 46° 12′ 26″ N, 6° 12′ 05″ E                                                          | Seymaz                      |                 | 6    | Pont sur l'avenue Mirany 46° 12′ 24″ N, 6° 12′ 05″ E                                       | Seymaz                      |                   |
| 7                               | Pont SNCF + passerelle piétonne 46° 11′ 50″ N, 6° 11′ 33″ E                                     | Seymaz                      |                 | 8    | Pont sur la route de Genève 46° 11′ 50″ N, 6° 11′ 33″ E                                    | Seymaz                      |                   |
| 9                               | Pont du Vieux-Chêne                                                                             | Seymaz                      |                 | 10   | Pont du Vallon                                                                             | Seymaz                      |                   |
| 11                              | Pont sur la route de Villette 46° 10′ 57″ N, 6° 11′ 00″ E                                       | Seymaz                      |                 | 12   | Pont sur la route de Florissant 46° 10′ 48″ N, 6° 10′ 58″ E                                | Seymaz                      |                   |
| Versoix                         |                                                                                                 |                             |                 |      |                                                                                            |                             |                   |
| 1                               | Pont de Sauverny frontière Suisse - France 46° 18′ 41,9″ N, 6° 07′ 12,7″ E                      | Versoix                     | Image manquante | 2    | Pont de Bossy 46° 17′ 20″ N, 6° 07′ 32″ E                                                  | Versoix                     |                   |
| 3                               | Pont de la Bâtie 46° 17′ 04″ N, 6° 07′ 50″ E                                                    | Versoix                     |                 | 4    | Pont de l'Étraz 46° 16′ 52″ N, 6° 08′ 19″ E                                                | Versoix                     |                   |
| 5                               | Pont de l'autoroute A1 + passerelle piétonne 46° 16′ 51″ N, 6° 08′ 37″ E                        | Versoix                     |                 | 6    | Pont de la Tourne-à-Conti 46° 16′ 43″ N, 6° 08′ 55″ E                                      | Versoix                     |                   |
| 7                               | Passerelle du tennis (piéton) 46° 16′ 33″ N, 6° 09′ 39″ E                                       | Versoix                     | Image manquante | 8    | Pont CFF ligne Lausanne – Genève + passerelle piétonne 46° 16′ 35″ N, 6° 09′ 58″ E         | Versoix                     |                   |
| 9                               | Passerelle du Vieux Moulin (piéton) 46° 16′ 32″ N, 6° 10′ 05″ E                                 | Versoix                     |                 | 10   | Pont sur la route suisse (H1) 46° 16′ 31″ N, 6° 10′ 08″ E                                  | Versoix                     |                   |

## Autres ponts
Ponts routiers sur une ligne de chemin de fer
- Pont des Délices

## Ponts historiques
- Passerelle de Saint-Antoine[2], entre les promenades de Saint-Antoine et des Tranchées (1823)
- Passerelle de l'École-de-Médecine, quelques mètres en aval de l'actuel Pont Hans-Wilsdorf (1952-2012)

## Localisation des ponts
| \| Symbole employé pour les ponts \| : \| Cliquer sur un lien bleu près du pont pour accéder à l'article correspondant \| Mont-Blanc Bergues Machine Île Coulouvrenière Sous-Terre Jonction Butin Chèvres Aigues-Vertes Lignon Peney Verbois La Plaine Chancy Viaduc de l'Allondon Allondon Baillets Granges Moulin Fabry Lully Mourlaz Marais Centenaire Briques Colline Lancy Vi-de-Gueue Sierne Vessy Val d'Arve Fontenette Carouge Acacias Hans-Wilsdorf Saint-Georges Bâtie Bossy Bâtie Merdisel Nant d'Avril Château des Bois Motte Chevrier Bochet Ladame Vieux Chêne Vallon Veigy Golettes Crévy Essertines |   |                                                                              |
| Symbole employé pour les ponts | : | Cliquer sur un lien bleu près du pont pour accéder à l'article correspondant |